# تابوسه
تابوسه (به لاتین: Tabuse) یک منطقهٔ مسکونی در ژاپن است که در استان یاماگوچی واقع شده‌است. تابوسه ۱۶٬۳۵۴ نفر جمعیت دارد.